# Nikos Zoupanis
Nikos Zoupanis (griechisch Νίκος Ζουπάνης, * 18. März 1989 in Volos) ist ein griechischer Volleyball- und Beachvolleyballspieler. Er wurde sowohl in der Halle als auch im Sand mehrfacher Meister seines Heimatlandes.

## Karriere Halle
Zoupanis begann seine Karriere in der Halle 2007 bei AE Larissa. Aktuell ist der Mittelblocker bei Olympiakos Piräus aktiv.

## Karriere Beach
Seine ersten internationalen Turniere im Sand spielte Zoupanis 2009 mit Georgios Kotsilianos. Am Ende des Jahres war noch Emmanouil Xenakis sein Partner, bevor er 2010 ein neues Duo mit Panagiotis Mourtzios bildete. Bei der U23-Europameisterschaft in Kos erreichte Zoupanis mit Anestis Dimitriadis den 13. Rang. 2011 kam er wieder mit seinem ersten Partner Kotsilianos zusammen. Das wiedervereinte Duo trat nun auch bei einigen Grand Slams an. Bei der Europameisterschaft 2012 schieden die beiden Griechen ohne Satzgewinn nach der Vorrunde aus.